# Принцметал, Майрон
Майрон Принцметал (англ. Myron Prinzmetal; 8 февраля 1908, Буффало — 8 января 1987, Лос-Анджелес) — американский кардиолог.
С 1913 г. вместе с семьёй жил в Калифорнии, получил степень бакалавра в Калифорнийском университете в Лос-Анджелесе, затем магистерскую степень по фармакологии в Калифорнийском университете в Сан-Франциско и наконец там же степень доктора медицины (1933). В студенческие годы работал под руководством Гордона Аллеса, занимавшегося исследованиями амфетамина. Стажировался в Сент-Луисе, затем в нью-йоркской больнице Маунт-Синай и наконец в Университетском колледже Лондона, где участвовал в работах по исследованию ренина.
В 1939—1971 гг. работал в медицинском центре Сидарс-Синай в Лос-Анджелесе. Опубликовал в общей сложности 165 работ, преимущественно по вопросам кардиологии и артериального давления. В 1959 г. стал основным автором исследования, в котором впервые описал стенокардию Принцметала — редкую разновидность стенокардии, обусловленную спазмом питающих сердце сосудов. В годы Второй мировой войны занимался исследованиями шока, вызванного повреждениями мышц.
Брат — Изадор Гарри Принцметал (1906—1970), юрист, председатель адвокатской палаты Беверли-Хиллз.